# Дуолинейность
Дуолине́йность (от лат. duo «два» и лат. linea «линия»; также двойной счёт родства; англ. double descent) — вариант унилинейного счёта родства, при котором одновременно образуются матрилинейные и патрилинейные родственные объединения. Каждый член дуолинейного общества принадлежит в этом случае и к матрилинейной группе, учитывающей родственные связи детей из поколения в поколение только с матерью, и к патрилинейной группе, учитывающей связи только с отцом. Несмотря на то, что матрилинейные и патрилинейные институты в дуолинейной системе счёта сосуществуют вместе, они характеризуют не отдельные группы общества, а всё общество в целом, относясь при этом к различным его сферам.
Так же, как и остальные унилинейные системы и как амбилинейная система, дуолинейная система счёта родства характерна в основном для архаичных доиндустриальных обществ. Дуолинейный счёт родства встречается среди некоторых народов Западной Африки (якё, ашанти), а также среди некоторых групп австралийских аборигенов.
Иногда термин «дуолинейность» не совсем верно употребляется как синоним термина «билинейность». На самом деле билинейность в основном значении этого понятия подразумевает параллельное существование двух унилинейных объединений в одном обществе. При билинейном счёте указанные объединения охватывают непересекающиеся группы людей, а не каждого члена общества как при дуолинейном счёте (у некоторых авторов термин «билинейность» может употребляться в значении «билатеральность»).